# La ragazza che giocava con il fuoco
La ragazza che giocava con il fuoco (in lingua originale Flickan som lekte med elden) è un romanzo poliziesco dello scrittore e giornalista svedese Stieg Larsson. Il romanzo è il secondo della serie Millennium, di cui è autore dei primi tre romanzi, tutti pubblicati postumi dopo la sua prematura scomparsa. I capitoli successivi sono stati realizzati dallo scrittore e giornalista svedese David Lagercrantz.
Nel romanzo si ritrovano quindi i personaggi di Lisbeth Salander, Mikael Blomkvist e di altri già presenti in Uomini che odiano le donne, primo romanzo della serie.

## Trama
Nella prefazione, una bambina legata a un letto in una stanza buia è ossessionata dal ricordo di un'esplosione, mentre viene osservata da uno spietato medico voyeurista.
Stoccolma, 2003. Mikael Blomkvist, reduce dall'affare Wennerström, è tornato saldamente alla direzione della rivista Millennium e gode di una solida fama. Unico rimpianto: non ha più alcun rapporto con la giovane, geniale hacker Lisbeth Salander. La ragazza, ormai ricchissima, è in una lunga vacanza in giro per il mondo ed ha acquistato anonimamente un appartamento intestandolo ad una società di comodo gibilterrina, ove ha depositato il suo denaro. Il crudele avvocato Bjurman, studiando gli archivi su Lisbeth scopre che nel suo passato c'è un ignoto acerrimo nemico, ed entra in contatto con il suo tramite, un anonimo culturista biondo. Millennium è in procinto di dare alle stampe un'esplosiva inchiesta sul traffico di prostituta dai Paesi dell'Europa orientale, nata dalla collaborazione con il giornalista Dag Svennson e la sua compagna Mia Bergman. Tutti sono incuriositi dall'irrintracciabilitá di un certo "Zala", probabile di una figura di spicco della criminalità locale. Lisbeth, che può leggere a distanza il contenuto del computer di Mikael, è colta di sorpresa dalla menzione di Zala e fa visita a Svensson e Bergman per fare delle domande. Il progetto s'interrompe nel modo più cruento: Dag, Mia e l'avvocato Bjurman vengono ritrovati uccisi dalla stessa arma. Le indagini di polizia non riescono a chiarire il movente mentre scatta una '"caccia all'uomo" verso Lisbeth Salander, nel frattempo tornata in Svezia:le impronte digitali sull'arma del delitto e la fedina penale che stabilisce una storia di violenta instabilità, la collocano come unica indiziata, e i mass media scatenano un enorme processo mediatico infangando pesantemente la sua dignità. Al sicuro nel suo appartamento "anonimo", Lisbeth conduce li la sua latitanza.
A crederla innocente sono pochi fedelissimi tra cui il suo ex tutore Holger Palmgren, l'allenatore di boxe Paolo Roberto e Mikael Blomkvist, che indagando su uno dei criminali nel racket della prostituzione, l'agente segreto Gunnar Björck, scopre l'identità di Alexander "Zala" Zalachenko, disertore dei servizi segreti sovietici in asilo politico sotto falso nome; Holger Palmgren rivela a Mikael che Zalachenko è il padre di Lisbeth.
Nel 1991 Zalachenko malmenò la moglie fino a mandarla in coma, ma subito dopo subì un attentato incendiario dalla piccola Lisbeth, che lo rese invalido a vita. La ragazza fu condannata in un manicomio, ove subì torture psicologiche da parte del dottor Teleborian (uno psichiatra infantile di ampia fama). Lisbeth non parlò mai ai professionisti sanitari, e fu liberata anni dopo solo grazie all'insistenza di Palmgren, divenuto poi suo tutore, che si oppose fermamente al calvario istituzionale imposto alla ragazza.
Ormai ritenuta nemico pubblico numero uno super-psicopatica, Lisbeth rifiuta ogni aiuto e decide di indagare da sola: scopre che l'attentato incendiario del 1991 fu giudicato dai servizi segreti (SÄPO) e da Björck, che manomise la testimonianza di Lisbeth e ne richiese illegalmente un TSO coatto per screditarla ed evitare che, denunciando i crimini commessi dal padre, potesse costringere i servizi segreti a rivelare pubblicamente al mondo l'esistenza di un agente segreto disertore.
Il biondo culturista, legato alla mafia, sequestra Miriam Wu (creduta a conoscenza del nascondiglio di Lisbeth) ma viene scoperto e messo in fuga da Paolo Roberto. Il biondo è un cittadino tedesco di nome Ronald Niedermann affetto da analgesia congenita, e si rivela essere il vero assassino di Svensson e Bergman: il movente dei delitti è stato l'insabbiamento di ogni tentativo di scoperta dell'identità di Zalachenko; Bjurman, anch'egli legato alla SAPO, è stato ucciso perché preso dal panico dopo essere stato contattato da Svensson.
Lisbeth scopre la residenza di Zalachenko e tenta di ucciderlo ma l'uomo, preparato a questo tipo di evenienza, la anticipa uccidendola e seppellendola. Anche Mikael intuisce le sue intenzioni e cerca di raggiungerla, mentre nella strada intercetta Niedermann e lo lega ad un cartello stradale, ma giunge troppo tardi alla casa di Zala: creduta erroneamente morta, Lisbeth si è dissotterrata ed ha aggredito Zalachenko, senza riuscire ad ucciderlo. Mikael quindi, chiuso Zalachenko in un rustico, trova Lisbeth e chiama i soccorsi.

## Edizioni
In lingua originale
- (SV) Flickan som lekte med elden, Stoccolma, Norstedts Förlag, 2006, ISBN 978-91-1-301530-9.

Traduzioni in italiano
- La ragazza che giocava con il fuoco, traduzione di Carmen Giorgetti Cima, Venezia, Marsilio, 2008, ISBN 88-317-9498-1.
- La ragazza che giocava con il fuoco, traduzione di Carmen Giorgetti Cima, Venezia, Marsilio, 2009, ISBN 978-88-317-9864-8.
- La ragazza che giocava con il fuoco, traduzione di Carmen Giorgetti Cima, Venezia, Marsilio, 2010, ISBN 978-88-317-0707-7.
- La ragazza che giocava con il fuoco, traduzione di Carmen Giorgetti Cima, Venezia, Marsilio, 2012, ISBN 978-88-317-1465-5.
- La ragazza che giocava con il fuoco, traduzione di Carmen Giorgetti Cima, Venezia, Marsilio, 2015, ISBN 978-88-317-2216-2.
- La ragazza che giocava con il fuoco, traduzione di Carmen Giorgetti Cima, Milano, Universale Economica Feltrinelli, 2018, ISBN 978-88-317-4336-5.

Traduzioni in altre lingue
- (ES) La reina en el palacio de las corrientes de aire, Ediciones Destino, 2009, ISBN 978-84-233-4100-9.
- (FR) Parigi, La fille qui rêvait d'un bidon d'essence et d'une allumette, traduzione di Lena Grumbach e Marc de Gouvenain, Actes Sud, 2006, ISBN 978-2-7427-6501-0.
- (EN) The Girl Who Played with Fire, Londra, MacLehose Press, 2009, ISBN 978-1-84724-556-4.

Riduzione a fumetti
- Sylvain Runberg, Manolo Carot, Millennium Volume 2: La ragazza che giocava con il fuoco, Reggio Emilia, Editoriale Cosmo, 2014, ISBN 978-88-6911-518-9.

## Riconoscimenti
Nel 2006 il romanzo è stato riconosciuto come "miglior romanzo poliziesco svedese dell'anno" dalla Svenska Deckarakademin, l'accademia svedese del poliziesco.

## Adattamenti
Nel 2014 viene pubblicata una riduzione a fumetti ad opera dell'autore belga Sylvain Runberg su disegni dello spagnolo Manolo Carrot, tradotto anche in lingua italiana e pubblicato da Editoriale Cosmo.
Dal romanzo è stato tratto il film La ragazza che giocava con il fuoco (Flickan som lekte med elden) del 2009, diretto da Daniel Alfredson e interpretato da Michael Nyqvist e Noomi Rapace.